# Обсада на Мидия (1347)
Обсадата на Мидия е офанзивно действие, предприето от наскоро коронования за император на Византия Йоан VI Кантакузин срещу управителя на крепостта архонт Добротица (назначен от Анна Савойска).
През февруари 1347 г. Йоан Кантакузин влиза в Константинопол и гражданската война във Византия приключва. През май месец, Йоан VI Кантакузин е провъзгласен за византийски император. На 21 май Кантакузин е коронован за император от патриарха Исидор
През лятото на 1347 г. ромейският василевс щурмува, опустошава околностите на града и го подлага на обсада, Добротица който по това време управлява твърдината претърпява поражение и я предава на василевса.